# Петрищев Олексій Георгійович
Олексій Георгійович Петрищев (2 квітня 1924, робітниче селище Нові Кайдаки, тепер у складі міста Дніпра — 30 серпня 1986, місто Москва) — радянський державний діяч, начальник Головного управління (Всесоюзного об'єднання) азотної промисловості Міністерства хімічної промисловості СРСР, міністр з виробництва мінеральних добрив СРСР. Кандидат у члени ЦК КПРС у 1981—1986 роках. Депутат Верховної Ради СРСР 7—8-го, 10—11-го скликань. Герой Соціалістичної Праці (20.04.1971).

## Життєпис
Народився в родині робітника. До 1941 року закінчив дев'ять класів середньої школи. Під час окупації Дніпропетровська німецькими військами працював робітником одного із заводів міста.
У 1949 році закінчив Дніпропетровський хіміко-технологічний інститут.
У 1949—1956 роках — майстер, старший майстер, заступник начальника механічного цеху, механік цеху аміаку, заступник головного механіка, головний механік Чорноріченського хімічного заводу імені Калініна в місті Дзержинську Горьковської області.
Член ВКП(б) з 1951 року.
У 1956—1958 роках перебував у відрядженні в Китайській Народній Республіці, працював головним механіком з налагодження обладнання на Гірінському хімічному заводі, що споруджувався за допомогою СРСР.
У 1958—1959 роках — головний механік, у 1959—1962 роках — секретар партійного комітету Чорноріченського хімічного заводу імені Калініна Горьковської області.
У 1962—1970 роках — директор Чорноріченського хімічного заводу імені Калініна міста Дзержинська Горьковської області.
У листопаді 1970—1977 роках — начальник Головного управління (Всесоюзного об'єднання) азотної промисловості «Союзазот» Міністерства хімічної промисловості СРСР.
Указом Президії Верховної Ради СРСР від 20 квітня 1971 року за видатні успіхи у виконанні завдань п'ятирічного плану, впровадження передових методів праці і досягнення високих технічних і виробничих показників Петрищеву Олексію Георгійовичу присвоєно звання Героя Соціалістичної Праці з врученням ордена Леніна і золотої медалі «Серп і Молот».
У 1977—1980 роках — заступник голови Державного комітету СРСР із матеріально-технічного постачання (Держпостачу СРСР).
5 листопада 1980 — 30 серпня 1986 року — міністр з виробництва мінеральних добрив СРСР.
Помер 30 серпня 1986 року. Похований в Москві на Новодівочому цвинтарі.

## Нагороди і звання
- Герой Соціалістичної Праці (20.04.1971)
- три ордени Леніна (24.09.1965, 20.04.1971, 30.03.1984)
- орден Жовтневої Революції (15.09.1975)
- Державна премія СРСР (1971)
- медалі
- Почесний хімік СРСР
- Почесний громадянин міста Дзержинська (22.03.1984)